# Egzogamija
Egzogamija, institucija sklapanja brakova izvan svoje socijalne klase koja se javlja u dva aspekta, biološkom i kulturnom, dok je tradicionalni oblik dualna egzogamija u plemenskim zajednicama podijeljenih po klanovima koji mogu biti patrilinearni ili matrilinearni. Obično su to podjele plemena na dvije skupine od kojih svaka obuhvaća nekoliko klanova. Unutar svake takve polovice ženidba je zabranjena, a dozvoljava se samo s pripadnicima suprotne polovice.
Dualna egzogamija poznata je i u Sjevernoj i Južnoj Americi u kojoj recimo primjer mogu poslužiti Boróro Indijanci, ali i po mnogim drugim plemenskim zajednicama u svijetu, kao što je Australija.
Kod Bororoa sjeverna polovica zove se Cera (Ečeráe; oblik množine), a raspoređeni su po kućama s istoka na zapad (prema Albisettiju) i to po redu badegeba cobugiwu (gornje poglavice), bokodori (veliki tatu), ki (kíe u Enciklopediji Bororo) odnosno tapir, i badegeba cebegiwu (donje poglavice). 
Južna polovica Tugare sa zapada na istok idu kolibe iwaguddu (gralha azul ili plava ptica; Uroleuca cristatella), arore (gusjenica), apiboré (palma acuri; Attalea speciosa) i paiwoé ili paiwé (guariba-majmun; Alouatta sp.).
I polutka i rod ili klan u bororo-primjeru su imenovani i su matrilokalnog karaktera, a to znači da muškarac seli u kuću ženinog roda. 
Suprotnost egzogamiji je endogamija.